# Abu Dhabi Desert Challenge
El Abu Dhabi Desert Challenge es una competencia de rally raid que se lleva a cabo en los Emiratos Árabes Unidos desde 1991. La carrera es puntuable actualmente para el Campeonato Mundial de Rally Raid y está organizada por Automobile & Touring Club of the United Arab Emirates (ATCUAE), encabezada por el fundador del evento Mohammed ben Sulayem.
Nació bajo el nombre de UAE Desert Challenge, siendo organizada por el Emirates Motorsports Organization (EMSO). En 2009 pasó a manos del ATCUAE y se disputa enteramente en Abu Dabi.
Originalmente era una competencia solamente para automóviles. La otra categoría principal, la de motos, se sumó en 1995.

## Ganadores
| Año     | Coches                                   | Coches                       | Motos                | Motos         | Quads              | Quads         | Challenger                          | Challenger    | UTV / SSVs                                      | UTV / SSVs    |
| ------- | ---------------------------------------- | ---------------------------- | -------------------- | ------------- | ------------------ | ------------- | ----------------------------------- | ------------- | ----------------------------------------------- | ------------- |
| 1991    | Mohammed Mattar Hassan Ali Bin Shahdoor  | Land Rover Defender          | No se disputó        | No se disputó | No se disputó      | No se disputó | No se disputó                       | No se disputó | No se disputó                                   | No se disputó |
| 1992    | Mohammed Mattar Hassan Ali Bin Shahdoor  | Land Rover Defender          | No se disputó        | No se disputó | No se disputó      | No se disputó | No se disputó                       | No se disputó | No se disputó                                   | No se disputó |
| 1993    | Saeed Al-Hajri Henri Magne               | Land Rover Defender          | No se disputó        | No se disputó | No se disputó      | No se disputó | No se disputó                       | No se disputó | No se disputó                                   | No se disputó |
| 1994    | Jean-Louis Schlesser                     | Buggy Schlesser              | No se disputó        | No se disputó | No se disputó      | No se disputó | No se disputó                       | No se disputó | No se disputó                                   | No se disputó |
| 1995    | Jean-Louis Schlesser                     | Buggy Schlesser              | Heinz Kinigadner     | KTM           | No se disputó      | No se disputó | No se disputó                       | No se disputó | No se disputó                                   | No se disputó |
| 1996    | Bruno Saby Dominique Serieys             | Mitsubishi Pajero            | Stéphane Peterhansel | Yamaha        | No se disputó      | No se disputó | No se disputó                       | No se disputó | No se disputó                                   | No se disputó |
| 1997    | Ari Vatanen Fred Gallagher               | Citroën ZX                   | Jordi Arcarons       | KTM           | No se disputó      | No se disputó | No se disputó                       | No se disputó | No se disputó                                   | No se disputó |
| 1998    | Jean-Pierre Fontenay Gilles Picard       | Mitsubishi Pajero            | Heinz Kinigadner     | KTM           | No se disputó      | No se disputó | No se disputó                       | No se disputó | No se disputó                                   | No se disputó |
| 1999    | Jean-Louis Schlesser Henri Magne         | Buggy Schlesser              | Fabrizio Meoni       | KTM           | No se disputó      | No se disputó | No se disputó                       | No se disputó | No se disputó                                   | No se disputó |
| 2000    | Jean-Louis Schlesser Jean-Marie Lurquin  | Buggy Schlesser              | Jimmy Lewis          | BMW           | No se disputó      | No se disputó | No se disputó                       | No se disputó | No se disputó                                   | No se disputó |
| 2001    | Jean-Louis Schlesser Henri Magne         | Buggy Schlesser              | Cyril Despres        | KTM           | No se disputó      | No se disputó | No se disputó                       | No se disputó | No se disputó                                   | No se disputó |
| 2002    | Stéphane Peterhansel Jean-Paul Cottret   | Mitsubishi Pajero            | Cyril Despres        | KTM           | No se disputó      | No se disputó | No se disputó                       | No se disputó | No se disputó                                   | No se disputó |
| 2003    | Stéphane Peterhansel Jean-Paul Cottret   | Mitsubishi Pajero            | Cyril Despres        | KTM           | No se disputó      | No se disputó | No se disputó                       | No se disputó | No se disputó                                   | No se disputó |
| 2004    | Hiroshi Masuoka Andreas Schulz           | Mitsubishi Pajero            | Isidre Esteve        | KTM           | No se disputó      | No se disputó | No se disputó                       | No se disputó | No se disputó                                   | No se disputó |
| 2005    | Stéphane Peterhansel Jean-Paul Cottret   | Mitsubishi Evo               | Cyril Despres        | KTM           | No se disputó      | No se disputó | No se disputó                       | No se disputó | No se disputó                                   | No se disputó |
| 2006    | Luc Alphand Gilles Picard                | Mitsubishi Evo               | Marc Coma            | KTM           | No se disputó      | No se disputó | No se disputó                       | No se disputó | No se disputó                                   | No se disputó |
| 2007    | Stéphane Peterhansel Jean-Paul Cottret   | Mitsubishi Evo               | Marc Coma            | KTM           | No se disputó      | No se disputó | No se disputó                       | No se disputó | No se disputó                                   | No se disputó |
| 2008    | Nasser Al-Attiyah Tina Thörner           | BMW X3                       | Cyril Despres        | KTM           | No se disputó      | No se disputó | No se disputó                       | No se disputó | No se disputó                                   | No se disputó |
| 2009    | Guerlain Chicherit Tina Thörner          | BMW X3                       | Marc Coma            | KTM           | No se disputó      | No se disputó | No se disputó                       | No se disputó | No se disputó                                   | No se disputó |
| 2010    | Leonid Novitskiy Andreas Schulz          | BMW X3                       | Marc Coma            | KTM           | No se disputó      | No se disputó | No se disputó                       | No se disputó | No se disputó                                   | No se disputó |
| 2011    | Stéphane Peterhansel Jean-Paul Cottret   | Mini All4 Racing             | Marc Coma            | KTM           | No se disputó      | No se disputó | No se disputó                       | No se disputó | No se disputó                                   | No se disputó |
| 2012    | Jean-Louis Schlesser Konstantin Zhiltsov | Buggy Schlesser              | Marc Coma            | KTM           | No se disputó      | No se disputó | No se disputó                       | No se disputó | No se disputó                                   | No se disputó |
| 2013    | Nani Roma Michel Perin                   | Mini All4 Racing             | Marc Coma            | KTM           | No se disputó      | No se disputó | No se disputó                       | No se disputó | No se disputó                                   | No se disputó |
| 2014    | Vladimir Vasilyev Konstantin Zhiltsov    | Mini All4 Racing             | Paulo Gonçalves      | Honda         | Rafal Sonik        | Yamaha        | No se disputó                       | No se disputó | No se disputó                                   | No se disputó |
| 2015    | Vladimir Vasilyev Konstantin Zhiltsov    | Mini All4 Racing             | Marc Coma            | KTM           | Mohammed Abu Issa  | Yamaha        | No se disputó                       | No se disputó | No se disputó                                   | No se disputó |
| 2016    | Nasser Al-Attiyah Mathieu Baumel         | Toyota Hilux Overdrive       | Toby Price           | KTM           | Rafal Sonik        | Yamaha        | No se disputó                       | No se disputó | No se disputó                                   | No se disputó |
| 2017    | Khalid Al Qassimi Khalid Al Kendi        | Peugeot 3008 DKR             | Sam Sunderland       | KTM           | Fahad Almussalam   | Yamaha        | No se disputó                       | No se disputó | No se disputó                                   | No se disputó |
| 2018    | Martin Prokop David Pabiska              | Ford F-150 Evo               | Pablo Quintanilla    | Husqvarna     | Kees Koolen        | Barren        | No se disputó                       | No se disputó | No se disputó                                   | No se disputó |
| 2019    | Stéphane Peterhansel Andrea Peterhansel  | MINI John Cooper Works Rally | Sam Sunderland       | KTM           | Abdulaziz Ahli     | Yamaha        | No se disputó                       | No se disputó | No se disputó                                   | No se disputó |
| 2020    | No se disputó                            | No se disputó                | No se disputó        | No se disputó | No se disputó      | No se disputó | No se disputó                       | No se disputó | No se disputó                                   | No se disputó |
| 2021    | Nasser Al-Attiyah Mathieu Baumel         | Toyota Hilux Overdrive       | Matthias Walkner     | KTM           | Abdulaziz Ahli     | Yamaha        | Saleh Al-Saif Egor Okhotnikov       | Can-Am        | Austin Jones Gustavo Gugelmin                   | Can-Am        |
| 2022    | Stéphane Peterhansel Edouard Boulanger   | Audi RS Q e-tron             | Sam Sunderland       | Gas Gas       | Abdulaziz Ahli     | Yamaha        | Francisco López Contardo Paolo Ceci | Can-Am        | Marek Goczał Lukasz Laskaweic                   | Can-Am        |
| 2023    | Yazeed Al-Rajhi Timo Gottschalk          | Toyota Hilux Overdrive       | Adrien van Beveren   | Honda         | Abdulaziz Ahli     | Yamaha        | Seth Quintero Dennis Zenz           | Can-Am        | Rokas Baciuška Oriol Vidal                      | Can-Am        |
| 2024    | Nasser Al-Attiyah Mathieu Baumel         | Toyota Hilux Overdrive       | Aaron Mare           | Hero          | Abdulaziz Ahli     | Yamaha        | Cristina Gutiérrez                  | Taurus T3 Max | Mansour Al Helei Al-Kendi Khaled                | Can-Am        |
| 2025    | Nasser Al-Attiyah Édouard Boulanger      | Toyota Hilux Overdrive       | Daniel Sanders       | KTM           | Antanas Kanopkinas | Cfmoto        | Dania Akeel Stéphane Duple          | Taurus T3 Max | Jeremías González Ferioli José Sebastian Cesana | Can-Am        |
| Fuente: |                                          |                              |                      |               |                    |               |                                     |               |                                                 |               |